# 1224-й гаубичный артиллерийский полк
1224-й гаубичный артиллерийский Витебский полк - воинская часть Вооружённых Сил СССР в Великой Отечественной войне.

## История
В действующей армии с 30.04.1942 по 08.01.1945.
По поступлении в действующую армию занял оборонительные позиции на реке Свирь. Осенью 1942 года переброшен на Калининский фронт, в ноябре-декабре 1942 находился в Бельском районе Смоленской, ныне Тверской области. Принимал участие в Ржевско-Сычевской операции, в ходе неё подразделения полка попали в окружение, вышли без боевой техники. По выходе из окружения полк был пополнен и укомплектован 152-миллиметровыми гаубицами образца 1938 года.
В мае 1943 года был придан 47-й стрелковой дивизии, находился на оборонительных позициях юго-восточнее Невеля.
Затем, в конце 1943 года принял участие в Невельской и Городокской операциях.
В 1944 году принял участие в Витебско-Оршанской и Полоцкой операциях, отличился при освобождении Витебска, продолжил наступление в ходе Шяуляйской операции.
Осенью 1944 года принимает участие в Рижской и Мемельской операциях.
5 января 1945 года, полк на основании приказа ставки ВГК выбыл из состава 1-го Прибалтийского фронта и отправлен по железной дороге в город Житомир, в Житомирский учебный артиллерийский лагерь, куда прибыл 14 января 1945 года. 15 января 1945 года полк был преобразован в 79-й гвардейский гаубичный артиллерийский полк.

## Подчинение
| Дата            | Фронт (округ)           | Армия                  | Корпус | Дивизия | Примечания |
| --------------- | ----------------------- | ---------------------- | ------ | ------- | ---------- |
| 01.05.1942 года | -                       | -                      | -      | -       | нет данных |
| 01.06.1942 года | -                       | 7-я отдельная армия    | -      | -       | -          |
| 01.07.1942 года | -                       | 7-я отдельная армия    | -      | -       | -          |
| 01.08.1942 года | -                       | 7-я отдельная армия    | -      | -       | -          |
| 01.09.1942 года | -                       | 7-я отдельная армия    | -      | -       | -          |
| 01.10.1942 года | Калининский фронт       | 3-я ударная армия      | -      | -       | -          |
| 01.11.1942 года | Калининский фронт       | 22-я армия             | -      | -       | -          |
| 01.12.1942 года | Калининский фронт       | 41-я армия             | -      | -       | -          |
| 01.01.1943 года | Калининский фронт       | 41-я армия             | -      | -       | -          |
| 01.02.1943 года | Калининский фронт       | 41-я армия             | -      | -       | -          |
| 01.03.1943 года | Калининский фронт       | 4-я ударная армия      | -      | -       | -          |
| 01.04.1943 года | Калининский фронт       | 4-я ударная армия      | -      | -       | -          |
| 01.05.1943 года | Калининский фронт       | 4-я ударная армия      | -      | -       | -          |
| 01.06.1943 года | Калининский фронт       | 4-я ударная армия      | -      | -       | -          |
| 01.07.1943 года | Калининский фронт       | 4-я ударная армия      | -      | -       | -          |
| 01.08.1943 года | Калининский фронт       | 4-я ударная армия      | -      | -       | -          |
| 01.09.1943 года | Калининский фронт       | 4-я ударная армия      | -      | -       | -          |
| 01.10.1943 года | Калининский фронт       | 4-я ударная армия      | -      | -       | -          |
| 01.11.1943 года | 1-й Прибалтийский фронт | 43-я армия             | -      | -       | -          |
| 01.12.1943 года | 1-й Прибалтийский фронт | 43-я армия             | -      | -       | -          |
| 01.01.1944 года | 1-й Прибалтийский фронт | 43-я армия             | -      | -       | -          |
| 01.02.1944 года | 1-й Прибалтийский фронт | 4-я ударная армия      | -      | -       | -          |
| 01.03.1944 года | 1-й Прибалтийский фронт | 11-я гвардейская армия | -      | -       | -          |
| 01.04.1944 года | 1-й Прибалтийский фронт | 6-я гвардейская армия  | -      | -       | -          |
| 01.05.1944 года | 1-й Прибалтийский фронт | 6-я гвардейская армия  | -      | -       | -          |
| 01.06.1944 года | 1-й Прибалтийский фронт | 6-я гвардейская армия  | -      | -       | -          |
| 01.07.1944 года | 1-й Прибалтийский фронт | 43-я армия             | -      | -       | -          |
| 01.08.1944 года | 1-й Прибалтийский фронт | 43-я армия             | -      | -       | -          |
| 01.09.1944 года | 1-й Прибалтийский фронт | 43-я армия             | -      | -       | -          |
| 01.10.1944 года | 1-й Прибалтийский фронт | 2-я гвардейская армия  | -      | -       | -          |
| 01.11.1944 года | 1-й Прибалтийский фронт | 2-я гвардейская армия  | -      | -       | -          |
| 01.12.1944 года | 1-й Прибалтийский фронт | 2-я гвардейская армия  | -      | -       | -          |
| 01.01.1945 года | 1-й Прибалтийский фронт | 4-я ударная армия      | -      | -       | -          |

## Командиры
- Кондруцкий Фёдор Титович (1907 г.р), на апрель 1943, подполковник
- Михайлов Иван Васильевич на 26.06.1944, подполковник

## Награды и почётные наименования
| Награда (наименование)            | Дата награждения                                   | За что получена          |
| --------------------------------- | -------------------------------------------------- | ------------------------ |
| Почётное наименование «Витебский» | присвоено приказом ВГК № 0193 от 10 июля 1944 года | За освобождение Витебска |